# Parapristipomoides squamimaxillaris
Parapristipomoides squamimaxillaris es una especie de peces de la familia Lutjanidae en el orden de los Perciformes.

## Morfología
• Los machos pueden llegar alcanzar los 40 cm de longitud total.

## Hábitat
Es un pez de mar de clima subtropical y asociado a los  arrecifes de coral.

## Distribución geográfica
Se encuentran en Nueva Caledonia, Tonga y la Isla de Pascua.

## Uso comercial
Se comercializa fresco.